# Cristina Alberdi
Pour les articles homonymes, voir Alberdi.
María Cristina Alberdi Alonso, née le 22 février 1946 à Los Rosales (province de Séville) et morte le 27 juin 2024 à Madrid, est une femme politique et avocate espagnole, ayant appartenu au Parti socialiste ouvrier espagnol (PSOE).
Née dans la province de Séville, elle est diplômée en droit de la prestigieuse de l'université complutense de Madrid et devient alors avocate. À partir de 1975, elle se spécialise dans la défense des droits des femmes. Dix ans plus tard, elle intègre le Conseil général du pouvoir judiciaire.
Elle intègre le gouvernement comme ministre des Affaires sociales en 1993. Elle adhère en 1995, se fait élire députée en 1996 et prend en 1997 la présidence de la fédération madrilène du PSOE.
Après les élections générales de 2000, elle est chargée de rédiger la motion d'orientation du XXXVe congrès du PSOE. Elle quitte le parti trois ans après et se retire de la vie politique en 2004.

## Biographie

### Une avocate féministe
Après avoir obtenu, en 1968, une licence de droit à l'université Complutense de Madrid, Cristina Alberdi entreprend une carrière d'avocate en 1969. En 1975, elle rejoint un cabinet de Madrid spécialisé dans les droits des femmes et participe à la fondation du « collectif juridique féministe ».
Elle est élue membre du conseil général du pouvoir judiciaire (CGPJ) en 1985 par le Sénat, sur proposition du PSOE. À l'issue de son mandat, en 1990, elle retrouve son métier d'avocate.

### Ministre de González et ascension
Le 14 juillet 1993, Cristina Alberdi est nommée ministre des Affaires sociales dans le dernier gouvernement du socialiste Felipe González, sans appartenir au Parti socialiste ouvrier espagnol. Elle y adhère le 11 octobre 1995 et est élue députée de la province de Malaga au Congrès des députés lors des élections générales anticipées du 3 mars 1996.
Élue présidente de la Fédération socialiste madrilène-PSOE, en remplacement de José Acosta, grâce à la victoire du courant social-démocrate sur celui de l'aile gauche, le 26 octobre 1997, elle est désignée porte-parole de la commission parlementaire conjointe des Relations avec le Défenseur du peuple le 20 janvier 1998.

### Une cadre de la direction provisoire de 2000
À la suite des élections générales du 12 mars 2000, à l'occasion desquelles Cristina Alberdi conserve son mandat, mais dans la Communauté de Madrid, elle intègre la direction provisoire du PSOE, mise en place le 22 mars par Manuel Chaves après la démission du secrétaire général, Joaquín Almunia. La rédaction du futur texte d'orientation du parti, soumis au vote du congrès prévu en juillet suivant, lui est ensuite confiée.
Elle est remplacée, le 26 novembre suivant, par Pedro Sabando à la présidence, honorifique, de la FSM-PSOE, dont elle devient toutefois secrétaire aux Études et aux Programmes sous la direction du nouveau secrétaire général, Rafael Simancas.

### Critiques puis départ du PSOE
Cristina Alberdi démissionne de la commission exécutive de la FSM-PSOE le 3 septembre 2003.
Elle justifie cette décision en affirmant que la crise née de la défection de deux députés régionaux socialistes à la suite des élections de mai 2003, qui a empêché l'élection de Simancas comme président de la communauté de Madrid « a été mal gérée » et que des « responsables de l'organisation » de la fédération auraient dû démissionner. Le secrétaire à l'Organisation du PSOE, José Blanco, annonce alors qu'une procédure disciplinaire est ouverte à son encontre. Elle finit par quitter le parti, le 17 décembre, en faisant valoir son opposition à l'alliance des socialistes avec les indépendantistes en Catalogne.
Elle conserve toutefois son mandat de députée, tout en ayant repris son activité d'avocate.

### Proximité avec Aguirre
Peu de temps après cette démission, Cristina Alberdi est désignée, le 5 février 2004, présidente du conseil contre la violence aux femmes de la Communauté de Madrid, pourtant dirigée par la conservatrice Esperanza Aguirre. Nommée au conseil consultatif de la communauté en juillet 2008, elle déclare, à la fin de ce mois, apprécier davantage José Luis Rodríguez Zapatero car « il a donné un virage à 180 degrés à la politique de lutte contre le terrorisme ».

### Mort
Cristina Alberdi meurt le 27 juin 2024 à Madrid, à l'âge de 78 ans.